# 関東庁
関東庁（かんとうちょう、旧字体：關東廳）は、関東州の租借地の統治にあたっていた日本の植民地民政機関。1919年（大正8年）に軍政機関であった関東都督府が廃止され、その陸軍部が関東軍司令部、民政部が関東庁へ改組されたのに始まる。満洲国成立後の1934年に在満洲大使館の中に関東局が設置されたのに伴って廃止された。

## 概要
1919年（大正8年）、大正8年勅令94号「関東庁官制」（1919年4月11日公布）により設置。関東都督府の軍事部門が「関東軍」として分離したことにより、民政部門をつかさどる機関として設けられた。本部は旅順。関東州の統治、南満洲鉄道附属地の治安維持、南満洲鉄道の業務への監督を行い、軍事的な権限は持っていなかった。設置当初、関東長官は総理大臣の監督を受ける（渉外事項については外務大臣が監督する）こととされたが、1929年（昭和4年）の拓務省設置以降は拓務省の監督下に置かれた。
1934年（昭和9年）、満洲事変後の在満機構改革の中で関東庁は廃止となり、在満洲国大使館関東局と関東州庁に再編された。

## 組織

### 発足当初の組織
- 関東長官
- 事務総長
- 長官官房
  - 秘書課
  - 文書課
- 民政部
  - 外事課
  - 地方課
  - 殖産課
  - 財務課
  - 警務課
  - 土木課
- 外事部

### 組織の変遷
- 1919年（大正8年）4月 - 関東庁発足。庁内に長官官房、民政部、外事部を設置。関東庁事務総長が民政部長を、奉天駐在の総領事が外事部長を兼任。また、南満洲鉄道社長が交通行政に関する顧問を兼務する。
- 1921年（大正10年）6月 - 民政部を廃止。警務課を除く民政部を引き継いだ内務局および民政部警務課を引き継いだ警務局を設置。
- 1924年（大正13年）12月 - 事務総長を廃止。外事部を廃止し、長官官房に外事課を設置。内務局財務課と長官官房会計課を引き継いで財務部を新設。
- 1932年（昭和7年）11月 - 財務部を財務局に改称。

## 歴代幹部

### 関東長官
関東庁の長であり、親任官。関東都督には武官が就いていたが、関東長官は武官である必要はなかった（陸軍武官が関東長官を務める場合は関東軍司令官を兼任できる）。発足より文官が長官を務めていたが、満洲事変発生後の1932年8月からは武官が任命されるようになった。
- 林權助（1919年4月12日-1920年5月24日）
- 山縣伊三郎（1920年5月24日-1922年9月8日）
- 伊集院彦吉（1922年9月8日-1923年9月19日）
- 兒玉秀雄（1923年9月26日-1927年12月17日）
- 木下謙次郎（1927年12月17日-1929年8月7日）
- 太田政弘（1929年8月7日-1931年1月16日）
- 塚本清治（1931年1月16日-1932年1月11日）
- 山岡萬之助（1932年1月11日-8月8日）
- 武藤信義（1932年8月8日-1933年7月28日） - 以後関東軍司令官兼駐満大使による兼任
- 菱刈隆（1933年7月28日-1934年12月10日）
- 南次郎（1934年12月10日-26日）

### 関東庁事務総長
勅任官。関東都督府において武官の関東都督を補佐していた文官の民政長官職を引き継ぐ形で設置。関東庁発足当初は民政部長を兼務したが、1921年（大正10年）6月に民政部が廃止されると共に民政部長との兼任も廃止となる。以後は関東長官の補佐、庁務の統括、各部局事務の監督を行ったが、1924年（大正13年）12月に廃止。事務総長廃止後は関東長官が部局を直接統括した。
- 杉山四五郎（1919年4月12日-1921年6月3日）
- 土岐嘉平（1921年6月3日-1923年6月15日）
- 川口彦治（1923年6月16日-1924年6月30日）